# Дроп гол (рагби 15)
Дроп кик или Дроп гол (енгл. Drop Goal), је најзахтевнији начин поентирања у рагбију. Дроп гол вреди 3 поена, постиже га играч који је прво из руку испустио лопту да се она одбије од земље, па ју је онда шутнуо ногом на гол, у току игре под притиском противничке одбране. Дроп кик вреди 3 поена у рагбију 15, невезано за то са које даљине је погођен гол.